# Schallhaus

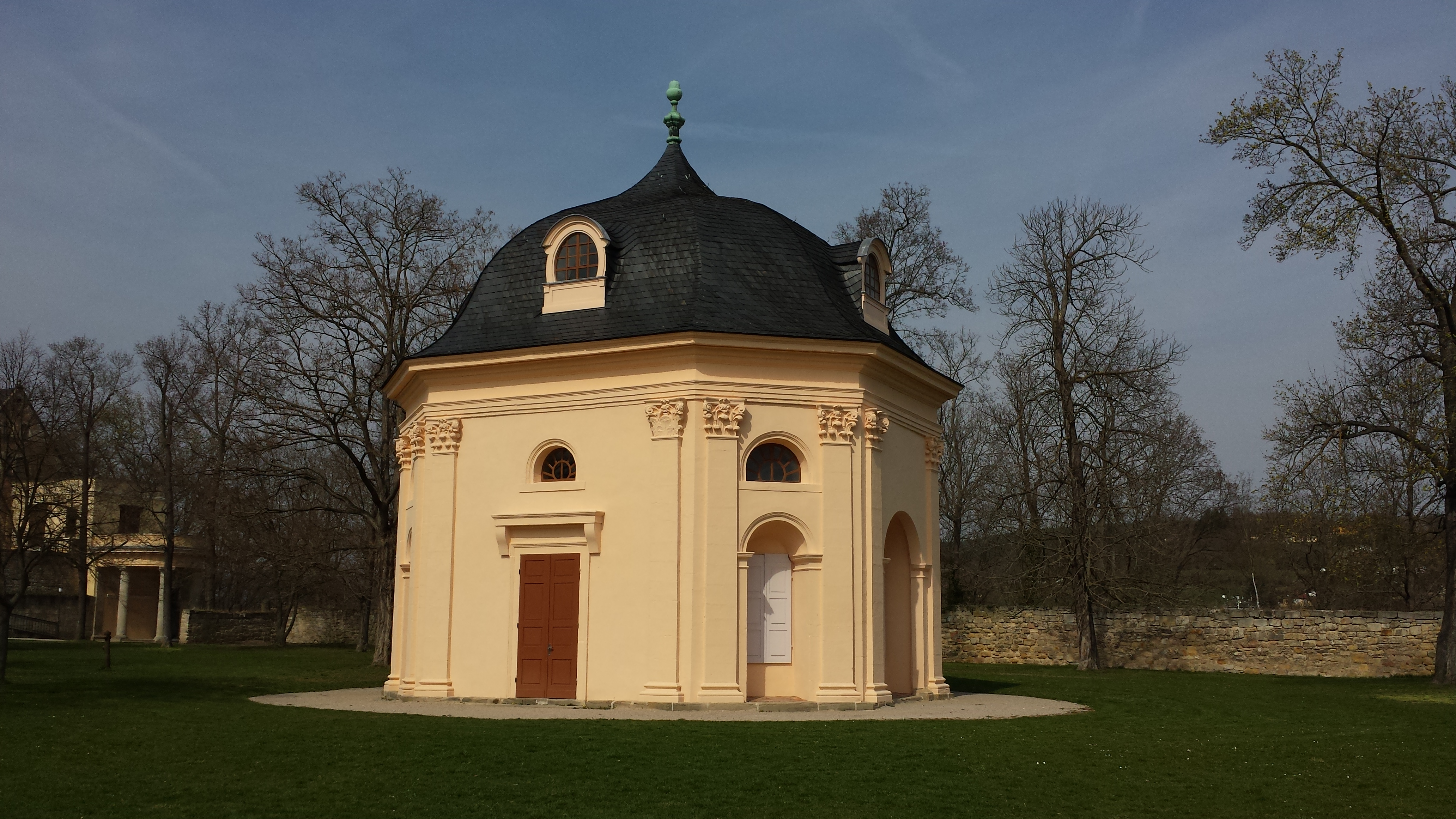
Das Schallhaus (2019)

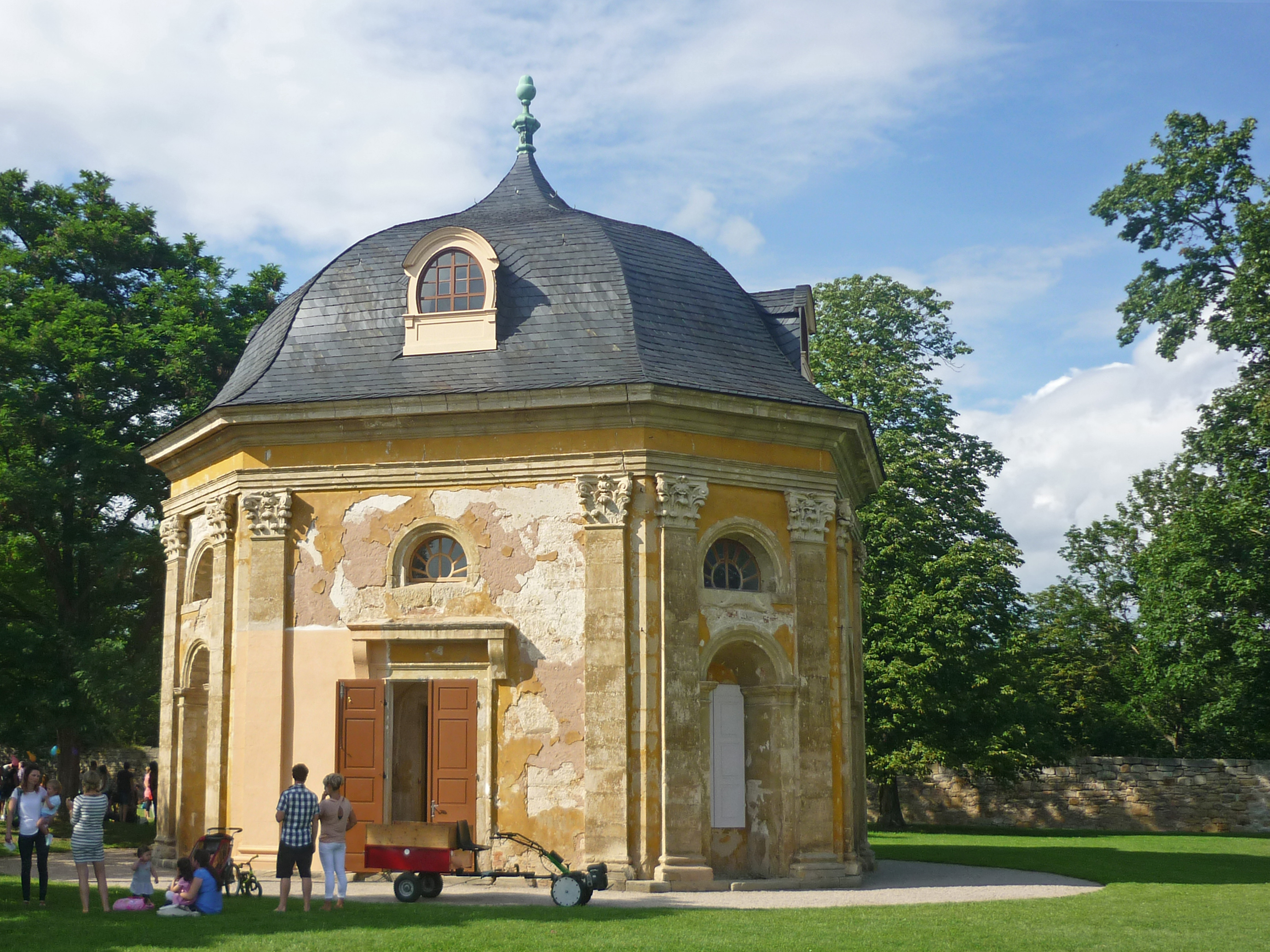
Das Schallhaus im baulichen Zustand von 2016

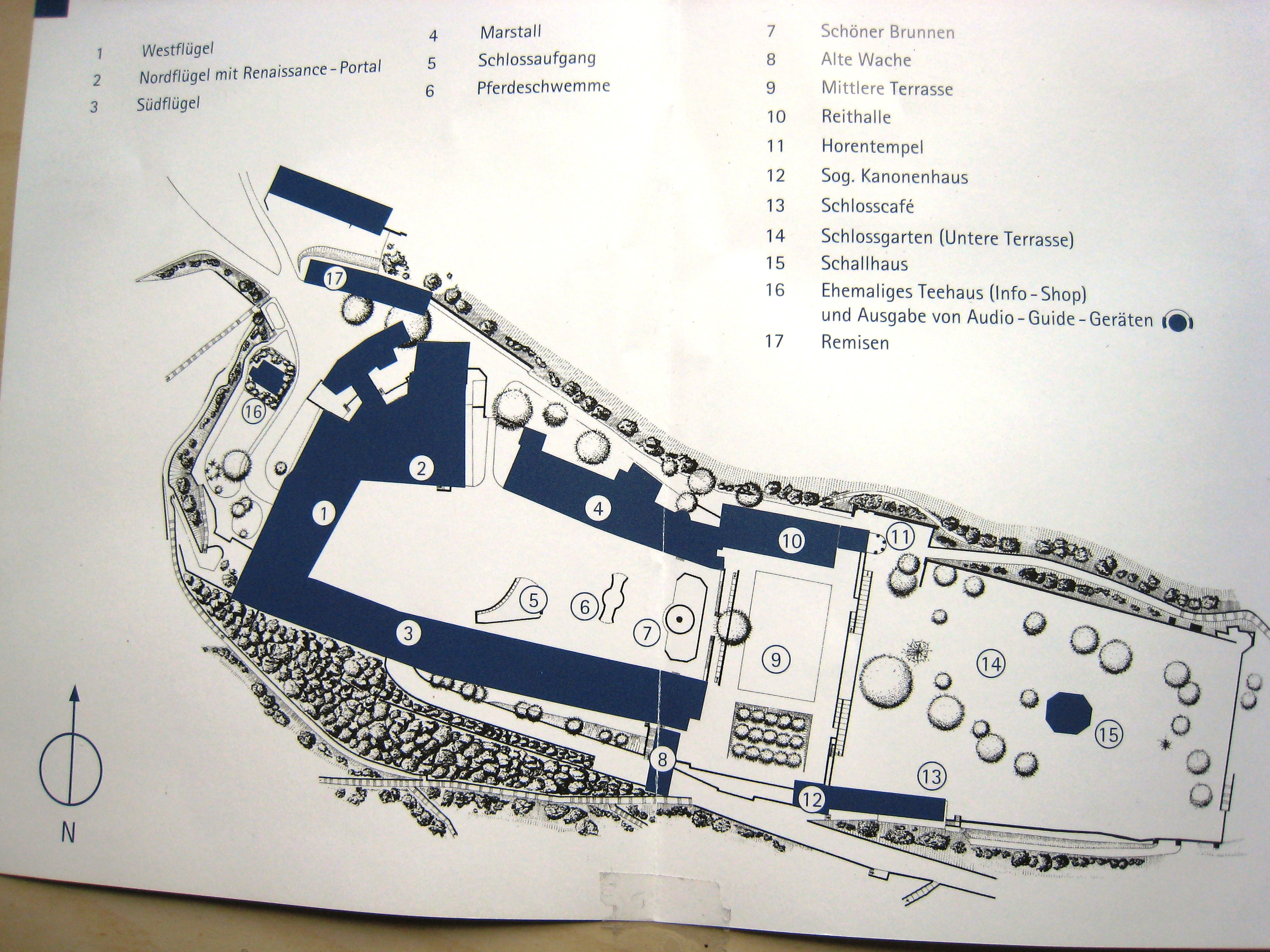
Lageplan der Schlossanlage Heidecksburg, das Schallhaus liegt im Schlossgarten auf der unteren Terrasse (Nr. 15)

Das Schallhaus ist ein ehemaliger Gartenpavillon und ein Konzertgebäude in Rudolstadt (Thüringen). Es ist Teil der Anlage von Schloss Heidecksburg, dem ehemaligen Residenzschloss der Fürsten von Schwarzburg-Rudolstadt. Als erhaltener Schallsaal der Thüringer Residenzen und Kirchen des 18. Jahrhunderts ist er in seiner Doppelfunktion als Gartenhaus und Klangkörper nach Einschätzung der Deutschen Stiftung Denkmalschutz eine Rarität. Das Schallhaus ist Eigentum der Stiftung Thüringer Schlösser und Gärten. 2020 wurden die Sanierungsarbeiten an dem Gebäude abgeschlossen.

## Geschichte
Das Schallhaus wurde Ende des 17. Jahrhunderts als massiver Gartenpavillon in oktogonaler Form im Schnittpunkt der Wegeachsen auf der unteren der drei Schlossterrassen errichtet. Pilaster in korinthischer Ordnung und Rundbogen gliederten die Fassade. Der Innenraum erhielt eine umlaufende Empore.
1729/1730 wurde das Gebäude mit einer geschweiften Schieferhaube versehen, nachdem Schäden am Dach aufgetreten waren. Der Kuppelraum wurde zum Podium für Musiker. Die gewölbte Schale und der besonders harte Putz verstärkten den Klang, leiteten ihn in den ebenerdigen Innenraum und erzeugten eine besondere Akustik. Im 18. Jahrhundert wurde das Schallhaus mit seinen Konzerten zum wichtigen Teil des höfischen Kulturlebens.
In der Zeit des Klassizismus wurde das Gebäude umgestaltet. Die Portale im Osten und Westen wurden durch Fenster ersetzt. Der Innenraum wurde blau gefasst und mit Ornamentbändern geschmückt.
Im 19. Jahrhundert verlor das Gebäude an Bedeutung. Im 20. Jahrhundert diente es in der Zeit der DDR als Schafstall. 1991 wurde nach der Zeit des Verfalls die Sanierung mit dem Instandsetzen des Dachs in Angriff genommen. Eine großzügige zweckgebundene Spende eines Förderers an die Deutsche Stiftung Denkmalschutz, der das Schallhaus auf einer Reise durch Thüringen entdeckt hatte, ermöglichte seit 2018 weitere grundlegende Arbeiten. Weitere Mittel gaben die Stiftung Thüringer Schlösser und Gärten und der Förderverein Schallhaus und Schlossgarten.
Im Mai 2019 zeichnete die Stiftung Thüringer Schlösser und Gärten den Verein Schallhaus und Schlossgarten mit dem Christian-August-Vulpius-Preis aus. Sie würdigte damit den Einsatz des Fördervereins für die Sanierung des Gebäudes.
Im Frühjahr 2020 waren die Sanierungs- und Restaurierungsarbeiten abgeschlossen. Neben der Schieferhaube wurden die Wände und die Empore restauriert. Die Gesamtkosten betrugen 610.000 Euro. Das Schallhaus sollte im Mai 2020 eröffnet werden, die Veranstaltung wurde wegen der COVID-19-Pandemie verschoben. Am 5. September 2020 wurde das Schallhaus mit einem Picknickkonzert eröffnet.